# Sasha Meneghetti
Sasha Meneghetti (Belluno, 5 aprile 1977) è un ex hockeista su ghiaccio italiano.

## Carriera

### Club
Sasha Meneghetti è il più giovane di sette fratelli, tutti giocatori di hockey su ghiaccio: Luca, Ivan, Boris, Tito, Omar ed Igor.
Come i fratelli è cresciuto nell'USG Zoldo, con cui ha esordito nella serie cadetta a 15 anni nella stagione 1992-1993, ed i massima serie nella 1999-2000.
In seguito ha vestito le maglie di HCJ Milano Vipers (tra il 2000 ed il 2002, nel 2004-2005 e per alcuni incontri nel 2006), con cui ha vinto due scudetti, e SG Cortina (2003-2004) in massima serie, e quelle di Zoldo (2002-2003), SG Pontebba (con cui ha guadagnato la promozione in serie A nella stagione 2005-2006), HC Valpellice (2006-2008) e Real Torino HC (2008-2010) in seconda serie.

### Nazionale
Ha anche giocato nelle nazionali giovanili, disputando due edizioni del campionato europeo di hockey su ghiaccio Under-18 ed una del campionato del mondo di hockey su ghiaccio Under-20.
Tra novembre e dicembre del 2001 ha vestito la maglia della nazionale maggiore in cinque incontri amichevoli.

## Palmarès

### Club
- Campionato italiano: 2

Milano Vipers: 2001-2002, 2004-2005
- Coppa Italia: 1

Milano Vipers: 2004-2005
- Supercoppa italiana: 1

Milano Vipers: 2001